# Safidon
Safidon là một thành phố và là nơi đặt ủy ban đô thị (municipal committee) của quận Jind thuộc bang Haryana, Ấn Độ.

## Địa lý
Safidon có vị trí 29°25′B 76°40′Đ / 29,42°B 76,67°Đ Nó có độ cao trung bình là 221 mét (725 feet).

## Nhân khẩu
Theo điều tra dân số năm 2001 của Ấn Độ, Safidon có dân số 27.542 người. Phái nam chiếm 54% tổng số dân và phái nữ chiếm 46%. Safidon có tỷ lệ 65% biết đọc biết viết, cao hơn tỷ lệ trung bình toàn quốc là 59,5%: tỷ lệ cho phái nam là 71%, và tỷ lệ cho phái nữ là 58%. Tại Safidon, 14% dân số nhỏ hơn 6 tuổi.